# Airbus A340
Airbus A340 je širokotrupni, putnički avion velikog doleta. Proizvodi ga Airbus S.A.S.- ova podružnica EADS. Zrakoplov pokreću četiri turbo-fen motora, ima 261 do 380 sjedala (ovisno o broju klasa) i dolet između 6.700 i 9.000 Nmi. Po dizajnu je sličan dvomotornom A330 s kojim je u početku "dijelio" trup i krila. Kasnije inačice imaju dulji trup s novim, većim krilima.

## Povijesni razvoj
Avion velikog doleta A340 prikazan je 1987. kao dopuna A320, avionu manjeg doleta i A300, avionu srednjeg doleta. Dvomotorni zrakoplovi zaostajali su za četveromotornih radi pravila od strane ICAO (ETOPS) da dvomotorni avioni ne smiju letjeti izvan dometa pogodne zračne luke unutar 60 minuta.
A340 razvijan je paralelno s dvomotornim A330 s kojim dijeli ista krila i sličan trup. Jedino je naprednija elektronička oprema kao i konstrukcija od kompozitnih materijala "uzeta" s A320.
Završno sklapanje izvršeno je u Toulouse-Blagnacu, Francuska. Isprva je planirana uporaba novih IAE (International Aero Engines) superfen motora ali je kompanija odustala od njihovog razvoja. Nakon toga jedini izbor originalnoj zamisli bili su CFMI CFM56-5C4 motori.
Kada je 1991. godine zrakoplov prvi puta uzletio, inženjeri su uvidjeli da krila nisu dovoljno jaka za nošenje vanjskih motora i da se na brzini krstarenja previše izvijaju i tresu. Kako bi se ispravilo opstrujavanje zraka, na donjaku krila, oko nosača motora, ugrađene su aerodinamički oblikovane izbočine (što je pridonijelo i čvrstoći).
A340 je skup visoke tehnologije kao što su digitalni "fly by wire" sustav kontrola leta. Kao i na A320 avionom se upravlja pomoću "joysticka" koji je pilotu s lijeve a kopilotu s desne strane. Općenito je pilotska kabina na A340 i A330 slična onoj na A320 što omogućava pilotima, uz minimalni dodatni trening prijelaz s jednog na drugi zrakoplov.

## Inačice

### A340-200
A340-200 je početna inačica s 261 sjedala za putnike smještenih u tri klase. Dolet od 13.800 km jedan je od najvećih u tom razdoblju. Jedina inačica je koja ima veći raspon krila od duljine trupa. Na avion su ugrađeni CFMI CFM56-5C4 motori.
Za jednu inačicu A340-200, naručenu od Sulatana od Brunea tražen je dolet od 14.820 km. Avionu (označen kao A340-8000) su ugrađeni dodatni spremnici za gorivo, motori od 151 kN potiska i neznatno je modificirano podvozje što je u konačnici rezultiralo doletom od 15.000 km i maksimalnom težinom uzlijetanja (MTOW) od 275 tona (kao i A340-300).
Sljedeći avioni ove klase prerađivani su kao i pod-inačica A340-8000 a označeni su kao A340-213X. Radi velikog raspona krila, četiri motora, malim kapacitetom i unapređenjima koja su ugrađena i na sljedeću inačicu, serija -200 je izgubila na popularnosti. Proizvedeno je samo 28 avion od kojih danas neki lete kao VIP zrakoplovi.

### A340-300
A340-300 može prevesti 295 putnika u tri klase na udaljenost od 12.400 km. Početna inačica prvi puta je uzletjela 25. listopada 1991. godine a u redovni servis ušla je u ožujku 1993. Kao i A340-200 na avion su ugrađeni CFMI CFM56-5C motori. Teža izvedba aviona u ovoj seriji je A340-313X koji je isporučen kompaniji Singapore Airlines u travnju 1996.
Zadnja pod-inačica je A340-313E isporučena 2003. kompaniji Swiss-International. Avion prevozi 295 putnika, ima maksimalnu težinu uzlijetanja (MTOW) 276,5 tona a dolet mu je 13.300-13.700 km. US Airways postat će prvi i jedini korisnik A340 isporukom u 2009. godini.

### A340-500
A340-500  predstavljen je kao komercijalni avion s najvećim doletom. Prvi let zrakoplov je imao u veljači 2002. godine a sve dozvole za uporabu dobiva 3. prosinca iste godine. U veljači 2006. u maksimalnom doletu premašuje ga Boeing 777-200LR. A340-500 ima 313 putničkih sjedala u 3 klase. Thai Airways International leti s ovim zrakoplovom bez usputnog slijetanja iz Bangkoka u Los Angeles i iz Bangkoka u New York. Od Londona do Pertha u Australiji i nazad nadopuna goriva potrebna je samo ako tijekom leta zrakoplov ima čeoni vjetar.
U usporedbi s A340-300 ova inačica ima za 4,3 m dulji trup, veću površinu krila, može ponijeti oko 50 % više goriva, ima nešto veću brzini krstarenja, veći vodoravni stabilizator i manji okomiti stabilizator. Inačica A340-500/600 ima ugrađene pomoćne kamere koje pomažu pilotu prilikom taksiranja po zemlji. Pokreću ga Rolls-Royce Trent 553 turbofen motori.
A340-500HGW (eng. High Gross Weight) pod-inačica je s doletom od 16.700 km i MTOW od 380 tona. U upotrebu je avion ušao 2007. godine (Thai Airway International). Ima pojačanu strukturu i dodatno povećan kapacitet goriva. Pokreću ga Rolls-Royce Trent 556 turbofen motori. Kingfisher Airlines planira stalni let s ovim zrakoplovom iz Indije u Ameriku. Najveći korisnici su Emirati koji posjeduju 10 zrakoplova.

### A340-600
A340-600 ima 380 sjedala u 3 klase ili 419 sjedala u dvije klase a dolet mu je 13.900 km. Putničkim kapacitetom je sličan Boeingovom 747 ali s 25% većim cargo prostorom. Prvi let bio je 23. travnja 2001., a Virgin Atlantic počeo je komercijalne letove u kolovozu 2002.
A340-600 je više od 10 metara dulji od inačice -300 što ka čini najduljim avionom na svijetu. Pokreću ga četiri Rolls-Royce Trent 556 turbofen motora od po 249 kN. Zrakoplovu su dodana dodatna četiri kotača na centralnoj liniji srednjeg dijela trupa koji na sebe prima dio dodatnog opterećenja nastao povećanjem maksimalne nosivosti. Dodatni prostor u putničkoj kabini dobiven je smještajem prostora ta odmor posade, "kuhinje" zrakoplova i zahoda na nižu razinu (za razliku od Boeinga gdje je taj prostor na gornjoj palubi).
A340-600HGW pod-inačica imala je svoj prvilet 18. studenog 2005. a dozvolu za redovnu uporabu dobila je 14. travnja 2006. Maksimalna masa uzlijetanja ovog aviona je 380 tona a dolet 14.600 km što je omogućeno s ojačanom konstrukcijom (na kojoj je primjenjivano lasersko zavarivanje), većim kapacitetom goriva i jačim motorima (četiri Rolls-Royce Trent 560 turbofen motora od po 267 kN).

## Usporedba
| Veličine                      | A340-200                                                          | A340-300                                                                                | A340-500/-500HGW                       | A340-600/-600HGW                    |
| ----------------------------- | ----------------------------------------------------------------- | --------------------------------------------------------------------------------------- | -------------------------------------- | ----------------------------------- |
| Posada                        | Dva                                                               | Dva                                                                                     | Dva                                    | Dva                                 |
| Sjedala                       | 239 (3-klase)                                                     | 295 (3-klase)                                                                           | 313 (3-klase)                          | 380 (3-klase)                       |
| Duljina                       | 59,39 m                                                           | 63,60 m                                                                                 | 67,90 m                                | 75,30 m                             |
| Raspon krila                  | 60,30                                                             | 60,30                                                                                   | 63,45 m                                | 63,45 m                             |
| Postavni kut krila            | 30°                                                               | 30°                                                                                     | 31,1°                                  | 31,1°                               |
| Visina                        | 16,70 m                                                           | 16,85 m                                                                                 | 17,10 m                                | 17,30 m                             |
| Promjer kabine                | 5,28 m                                                            | 5,28 m                                                                                  | 5,28 m                                 | 5,28 m                              |
| Razmak podvozja               | 23,24 m                                                           | 25,60 m                                                                                 | 27,59 m                                | 32,89 m                             |
| Težina zrakoplova             | 129.000 kg                                                        | 129.275 kg                                                                              | 170.400 kg                             | 177.000 kg                          |
| Maksimalna težina uzlijetanja | 275.000 kg                                                        | 276.500 kg                                                                              | 372.000/380.000 kg                     | 368.000/380.000 kg                  |
| Brzina krstarenja             | M.82 (896 km/h, 557 mph)                                          | M.82 (896 km/h, 557 mph)                                                                | M .88 (907 km/h, 564 mph)              | M .88 (907 km/h, 564 mph)           |
| Maksimalna brzina             | M .94                                                             | M .94                                                                                   | M .94                                  | M .94                               |
| Duljina uzlijetanja s MTOW    | 2.990 m                                                           | 3.000 m                                                                                 | 3.050 m                                | 3.100 m                             |
| Dolet (s maksimalnom težinom) | 14,800 km 8,000 NM                                                | 13,700 km 7,400 NM                                                                      | 16,100/17,100 km 8,670/9,000 NM        | 14,900/15,900 km 7,750/7,900 NM     |
| Maks. Kapacitet goriva        | 155,040 L 40,957 gal                                              | 140,640 L 37,153 gal                                                                    | 214,810/222,000 L 56,750/58,646 gal    | 195,881/204,500 L 51,746/54,023 gal |
| Kapacitet tereta              | 18 LD3s/6 pallets                                                 | 30 LD3s/10 paleta                                                                       | 32 LD3s/11 paleta                      | 42 LD3s/14 paleta                   |
| Service Ceiling               | 11,887 m (39,000 ft)                                              | 11,887 m (39,000 ft)                                                                    | 11,887 m (39,000 ft)                   | 11,887 m (39,000 ft)                |
| Motori (4x)                   | CFM56-5C2 (138.78 kN) CFM56-5C3 (144.57 kN) CFM56-5C4 (151.25 kN) | CFM56-5C2 (138.78 kN) CFM56-5C3 (144.57 kN) CFM56-5C4 (151.25 kN) CFM56-5C4P (149.9 kN) | Rolls-Royce Trent 553/556 (236/249 kN) | Trent 556/560 (249/260 kN)          |